# Volin

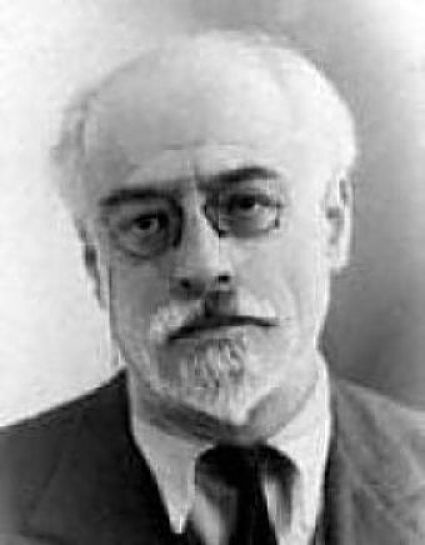
Volin

Volin, eigentlich Wsewolod Michailowitsch Eichenbaum (russisch Всеволод Михайлович Эйхенбаум, wiss. Transliteration Vsevolod Michajlovič Ejchenbaum; * 11. August 1882 in Woronesch, Russisches Kaiserreich; † 18. September 1945 in Paris), auch Voline geschrieben, auch bekannt als Wsewolod Wolin (Волин), war ein russischer Anarchist und Revolutionär.

## Leben
Er wurde als Sohn eines jüdischen Ärzteehepaars geboren und studierte in Sankt Petersburg Rechtswissenschaft. Seit 1901 war er in der russischen Arbeiterbewegung aktiv und trat 1905 der Sozialrevolutionären Partei bei. Kurz darauf wurde er wegen seiner politischen Tätigkeiten zur Verbannung nach Sibirien verurteilt, konnte aber 1907 nach Paris fliehen. In Paris machte er die Bekanntschaft namhafter Anarchisten. Die französischen Behörden verurteilten ihn 1915 zur Haft in einem Internierungslager. Volin konnte abermals fliehen, diesmal in die USA.
In New York wurde er Mitarbeiter der russischsprachigen Zeitung Golos Truda (Stimme der Arbeit). Er schloss sich der „Union der russischen Arbeiter in den Vereinigten Staaten und Kanada“ an. Diese hatte um 1915 ca. 10.000 Mitglieder.
Im Juli 1917 kehrte Volin nach Russland zurück. Er übernahm die Leitung der „anarchosyndikalistischen Propaganda-Union“ zunächst in St. Petersburg, später in Moskau. In Moskau gab er seit Oktober 1917 eine Tageszeitung heraus, die wieder den Namen Golos Truda hatte. Die Zeitung wurde zum wichtigsten Sprachrohr der Anarchisten im revolutionären Russland.
Ende 1918 bildete Volin mit anderen die anarchistische Föderation der Ukraine. Im Jahr 1919 stieß er bei Odessa zur Bauernarmee Nestor Machnos. Nachdem die Machno-Bewegung 1919 gegen die zarentreue Weiße Armee kämpfte, wurde sie Mitte Januar 1920 von der Roten Armee angegriffen. Auch Volin wurde festgenommen und war seit März in Moskau inhaftiert. Trotzki drohte ihm die Hinrichtung an.
Mitte Oktober, als die Situation sich für die Rote Armee verschlechterte, kam es zu einem Abkommen zwischen der bolschewistischen Regierung und Machno. Im Zuge dieses Abkommens wurde auch Volin begnadigt. Die Freiheit sollte allerdings nicht lange währen. Nachdem die Weiße Armee mit Hilfe der Machno-Bewegung besiegt war, brach die Rote Armee im November 1920 die Übereinkunft. Die Kommandeure der Machno-Bewegung wurden zu einer Konferenz eingeladen und dort verhaftet und standrechtlich erschossen. Auch in anderen Landesteilen wurden Anarchisten und Anarchosyndikalisten verhaftet.

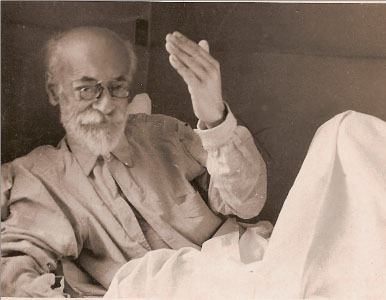
Volin zum Lebensende auf seinem Bett

Der Terror gegen die anarchistische Bewegung erreichte seinen Höhepunkt nach dem Kronstädter Aufstand. Im Sommer 1921 tagte in Moskau die Gewerkschafts-Internationale unter Beteiligung zahlreicher Vertreter der ausländischen anarchistischen Bewegungen. Gleichzeitig wurden zahlreiche russische Anarchisten verhaftet. Aus Protest traten die Verhafteten in einen Hungerstreik. Unter ihnen war auch Volin. Mit Rücksicht auf den Kongress wurden die Anarchisten freigelassen und aus Russland ausgewiesen. Volin ging zunächst nach Berlin, wo er für die FAUD arbeitete. Auf Einladung Sébastien Faures zog er später nach Paris. Zeitweise lebte er auch in Nîmes und Marseille. In Frankreich während des Zweiten Weltkrieges war er innerhalb einer kleinen Gruppe internationaler Anarchisten Teil der Résistance gegen die deutschen Besatzer. Am 18. September 1945 starb Volin in Paris an Tuberkulose. Zwei Jahre nach seinem Tod 1947 erschien sein dreibändiges Hauptwerk La Revolution inconnue, auf Deutsch in 3 Bänden: Die unbekannte Revolution.
Hierin stellt Volin die Vor- und Nachgeschichte der russischen Revolution aus anarchistischer Sicht dar und schildert insbesondere die Rolle der Anarchisten, der Machno-Bewegung und des Kronstädter Aufstands.
Sein Bruder Boris Eichenbaum war ein bekannter russischer Literaturwissenschaftler.

## Werke
- Der Aufstand von Kronstadt. Unrast Verlag, Münster 1999. ISBN 3-89771-900-2. (Im Anhang bibliographische Notizen zu Volin von Jochen Knoblauch und Texte von Erich Mühsam und Alexander Berkman zu Kronstadt sowie ein Glossar).
- Die unbekannte Revolution. Libertäre Assoziation, Hamburg 1976/83 (3 Bde., angekündigt war noch ein „Materialband“, der allerdings auf Deutsch nie erschienen ist).

1. 1983, ISBN 3-922611-30-3 (die Vorgeschichte der russischen Revolution, die Revolution von 1905, bis 1917).
2. 1976, ISBN 3-88032-010-1 (die Repression in und während der Russischen Revolution durch den bolschewistischen Staat sowie der Aufstand von Kronstadt, 1921).
3. 1976, ISBN 3-88032-011-X (die Machno-Bewegung).

- Die unbekannte Revolution. Mit Einleitungen von Roman Danyluk und Philippe Kellermann. Die Buchmacherei, Berlin 2013, ISBN 978-3-00-043057-2 (Neuausgabe aller drei Bände in einem).